# Tanja Goricanec
Tanja Goricanec (* 4. Januar 1990 in Riazzino) ist eine Schweizer Volleyball- und Beachvolleyballspielerin.

## Karriere
Goricanec erzielte als junge Spielerin einige Erfolge in der Halle. Bis 2008 wurde sie acht Mal Schweizer-Junioren-Meisterin. Ihre Volleyball-Karriere fing bei SAG Gordola an. In der Saison 2004/05 wechselte Goricanec zu GSGV Giubiasco, mit welchem sie innerhalb zwei Jahren den Aufstieg von der Tessiner Regionalliga in die Nationalliga B schaffte. In der Saison 2008/09 gelang der Mittelangreiferin mit dem Volleyteam Bellinzona der Aufstieg in die Nationalliga A und der Einzug in den Schweizer Cupfinal, den ihre Mannschaft gegen VC Kanti Schaffhausen verlor. Ein Jahr später führte sie Volley Future Köniz in die Nationalliga B.
Als Beachvolleyballerin war Goricanec ebenfalls bei Nachwuchswettbewerben erfolgreich. Im Jahr 2004 spielte sie als 14-Jährige das erste Mal auf der Schweizer Junioren-Beachtour und wurde mit Taryn Sciarini den Schweizer Meisterin der U18. Von 2005 bis 2007 wurde sie dreimal in Folge Schweizer Meisterin in der Klasse U21. Ausserdem belegte sie zwei fünfte Plätze bei den U18-Europameisterschaften in der Ukraine 2005 und in der Slowakei 2006 und gewann Bronze beim Turnier 2007 in Tschechien. Die U19-Weltmeisterschaften beendete sie 2006 auf Bermuda und 2008 in Brighton jeweils auf Rang vier. Dasselbe Ergebnis gab es bei der nationalen Schweizer Meisterschaft 2008. In diesen Jahren spielte Goricanec meistens mit Tayrn und Sharon Sciarini. 2007 wurde sie in Mysłowice mit Marlen Brunner Neunte.
In Blackpool trat Goricanec 2009 wegen des Ausfalls ihrer eigentlichen Partnerin mit Muriel Grässli an. Seit dem Grand Slam in Gstaad 2010 bildeten die Schweizerinnen, die im Nationalen Leistungszentrum des Verbandes in Bern zusammenfanden, ein festes Duo, das bei der Europameisterschaft in Berlin Neunter wurde. Bei der Weltmeisterschaft 2011 schieden Grässli/Goricanec in der Hauptrunde gegen die späteren Finalisten Larissa/Juliana aus. 2011 belegte das Duo Grässli/Goricanec den dritten Rang an der Schweizer Meisterschaft in Bern. Goricanec wurde ebenso wie ihre Mitspielerin von der Initiative «Golden Talents» gefördert. Nach der Saison 2012 gaben Grässli/Goricanec ihre Trennung bekannt.
Von 2013 bis 2015 bildete Goricanec ein Duo mit Tanja Hüberli. Mit ihr zusammen wurde sie 2013 Schweizermeisterin. Als Bestresultat auf der Welttour belegten Goricanec/Hüberli beim Grand Slam in Moskau den fünften Platz. Bei der WM in Stare Jabłonki schieden Goricanec/Hüberli trotz eines Sieges uber die Tschechinnen Bonnerová/Hermannová nach der Vorrunde aus. 2014 wurden sie auf Sardinien Vizeeuropameister.

## Privat
Goricanec ist die Tochter eines Kanadiers mit kroatischen Wurzeln und einer Schweizerin aus St. Gallen. Goricanec hat deshalb neben der Schweizer auch die kanadische Staatsbürgerschaft. Seit September 2010 studiert sie an der Universität Bern Sportwissenschaft.